# Barchessa Loredan
La Barchessa di Villa Bressa Loredan detta il Palazzon è una barchessa immersa tra i vigneti di Volpago del Montello, ma ben visibile dalla strada statale Schiavonesca, tra Montebelluna e Conegliano, alla quale è collegata da un lungo viale di noccioli.

## L'edificio
La barchessa è parte di un vasto complesso comprendente anche una villa veneta distrutta verso il 1840 dagli allora proprietari Scondella. Si dice sia stata la potente famiglia Bressa a far deviare la Brentella di Pederobba, il canale retrostante, per ovviare alla legge della Serenissima che imponeva la distruzione di tutte le costruzioni a Nord del Canàl che costeggia la collina del Montello, in quanto il terreno doveva essere ceduto al demanio.
La nobile residenza, costruita nel XVI secolo, agli inizi del Settecento passò di proprietà a Pietro Marcello, che la fece ristrutturare da Giorgio Massari; da quanto riportato in una mappa di Angelo Prati del 1763, la villa si presentava come un volume a due piani, tripartita, con il classico timpano centrale e una sola barchessa. La moglie di Pietro Marcello, Orsetta, trasformò la residenza in un centro umanistico, ospitando artisti e letterati della Serenissima, tra i quali anche il vescovo di Treviso, Giustinian.
Del complesso originario oggi rimane l'imponente barchessa, con i cancelli d'entrata e parte del muro di cinta, di proprietà dei patrizi Loredan, a cui si deve il merito dell'ultimo recupero. L'edificio è costituito da nove arcate con chiave di volta a voluta e riquadrate da lesene di ordine dorico a sostegno di una trabeazione modanata, che si estendono su tutto il piano terra, girando con una sola campata. Sopra il portico si eleva il primo piano, con sottotetto molto ampio, nel quale sono conservati ancora tutti gli impianti di riscaldamento per l'allevamento dei bachi da seta.